# Franz Köckritz

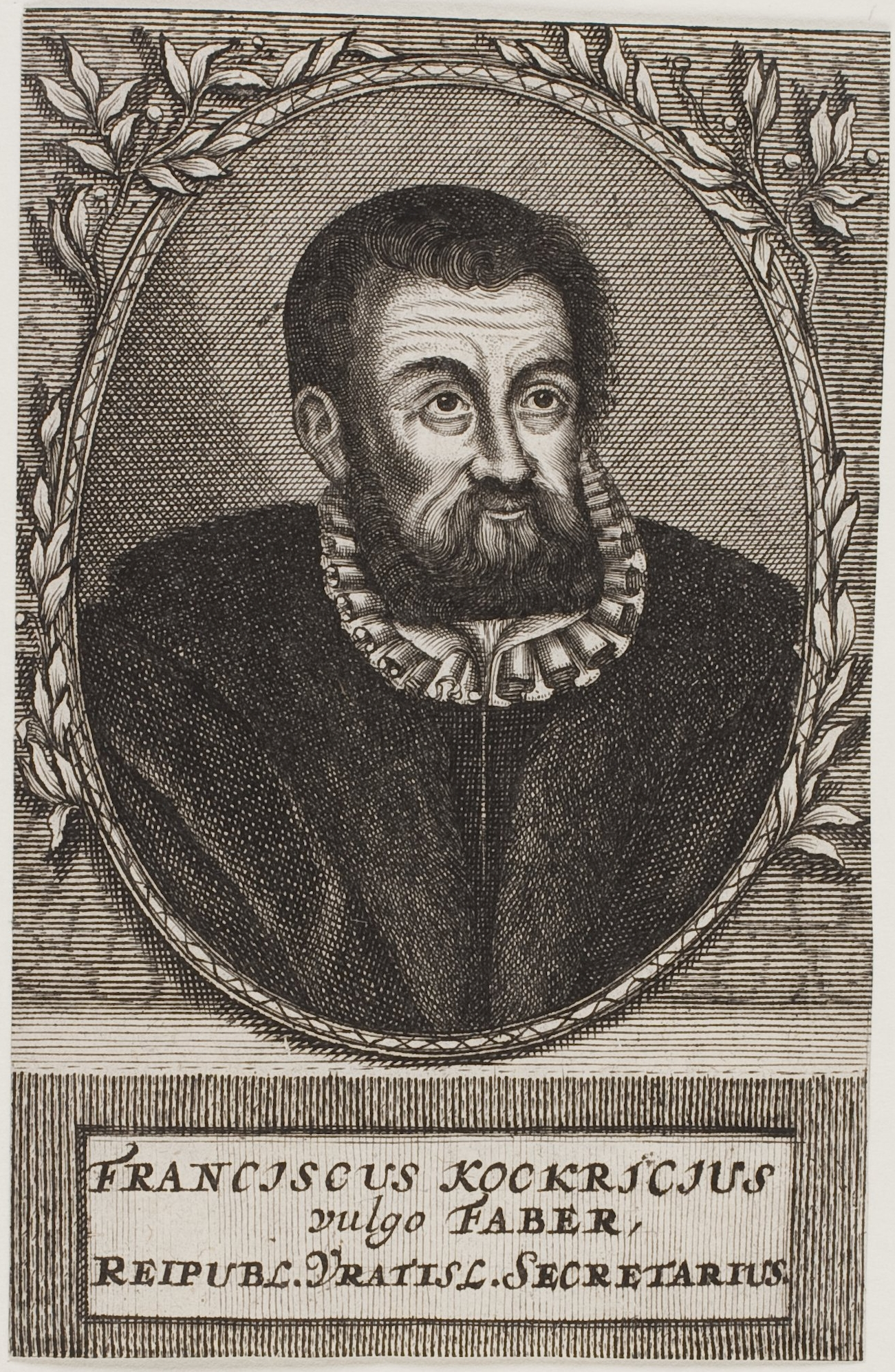
Franz Köckritz genannt Faber (1497–1565)

Franz Köckritz, genannt Faber (* 3. Oktober 1497 in Ottmachau, Fürstentum Neisse; † 19. September 1565 in Breslau, Fürstentum Breslau), war ein Humanist, lateinischer Poet und Ratsschreiber in Breslau. Er gehört zu den bedeutendsten Vertretern der literarischen Hochrenaissance in Schlesien.

## Leben

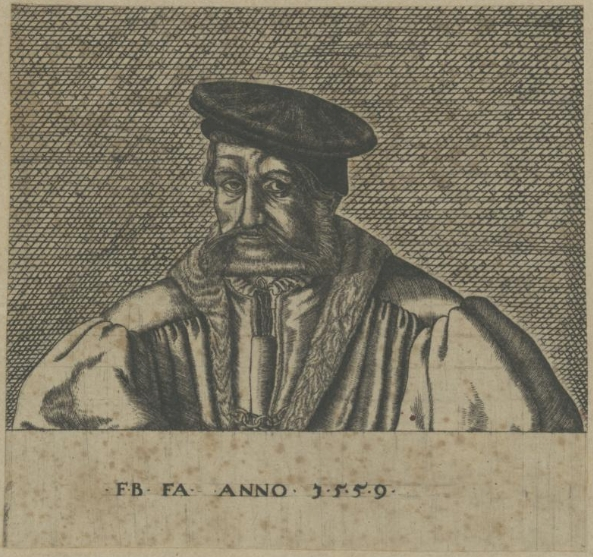
Franz Köckritz in einem Kupferstich von Nicolas II de Larmessin

Köckritz war ein Sohn des Grobschmiedes Vincenz Köckritz. Er lernte auf der Pfarrschule bei St. Jakobus in Neisse bei Valentin Krautwald und nahm Privatunterricht bei Laurentius Corvinus in Breslau. Um 1518 bezog er die Universität Krakau, wo er unter Rudolf Agricola junior studierte. 1520 ging Köckritz nach Leipzig, wo der Rektor der Universität, Petrus Mosellanus, ihn als Dichter in die Matrikelliste eintrug. Er beteiligte sich 1520 mit scharfen Epigrammen am Kampf der Anhänger des Erasmus von Rotterdam gegen den Kritiker der Ausgabe des Neuen Testaments von 1516, Edward Lee.
Seine erste größere lateinische Versdichtung Sylva Cui Titulus Bohemia erschien ebenfalls 1520. Sie beschreibt die verheerenden Züge der Hussiten unter Jan Žižka durch Schlesien sowie den erfolgreichen Widerstand der Stadt Neisse. 1521 erschien Sylva de incendio Lutheranorum Librorum, ein feuriges Streitgedicht für Martin Luther und den Protestantismus. Luther lobte ihn daraufhin als „heroicum caput“.
1526 trat er als Schöppenschreiber (Gerichtsschreiber) in die Dienste der Stadt Schweidnitz. 1527 wurde er Stadtnotar und Syndikus. Von 1535 bis 1542 war er in Schweidnitz Stadtschreiber. Am 17. April 1538 erhielt Köckritz den Adel. Drei Jahre später bat er aufgrund eigener Kinderlosigkeit König Ferdinand I. darum, Adel und Wappen unter Vorbehalt der eigenen Weiterführung an die Schweidnitzer Ratsherren Kaspar Fürstenau und Melchior Jahn zu transferieren, was mit Diplom vom 22. Juli 1541 erfolgte.
1542 ging Köckritz dann als Stadtschreiber nach Breslau.
Bis zu seinem Tode 1565 erwarb er sich in Breslau große Verdienste um das städtische Urkunden- und Privilegienwesen. 1554 setzte König Ferdinand I. den schlesischen Edelmann Friedrich von Redern als Vitztum in Schlesien ein, dieser begann aus fiskalischen Gründen unter anderem auch die Privilegien der Stadt Breslau zu durchleuchten. Köckritz erhielt nun vom Stadtrat den Auftrag, die wichtigsten Privilegien schriftlich aus den alten Urkunden darzulegen. Seine Arbeit wurde 1555 dem König in Augsburg vorgelegt und durch Umarbeitung entstand die unter dem Namen Origines Vratislavienses oder auch Fabri Liber Magnus bekannte Chronik, bis heute nur als Manuskript erhältlich. Köckritz verfasste in dieser Zeit ein weiteres lateinisches Gedicht, Sabothus, sive Silesia, das in 1243 Hexametern die ältere schlesische Geschichte Revue passieren lässt. Dazu hat er im Gedicht den Zobtenberg (Sabothus) und die schlesischen Flüsse personalisiert und lässt sie sich vor einem „Faun“ verbergen, in dem unschwer Freiherr von Redern zu erkennen ist. Der Verlust der schlesischen Freiheit an die stammfremden Böhmen wird beklagt. Als von Redern 1564 starb, schrieb Köckritz einen Anhang zum Sabothus, den Faunus sideratus, in dem er wiederum des Verstorbenen in wütenden Versen gedachte.
Köckritz wurde in der Breslauer Magdalenenkirche begraben.
Sein Epitaph lautete:

„Hic situs est, veteres Lygios qui carmine Primus Descripsit, Patriae victus amore FABER“

## Werke
- Sylva, cui Titulus Bohemia. Valentin Schuman, Leipzig, 1520. online verfügbar
- Sylva de incendio Lutheranorum Librorum, Johannes Grunenberg, Wittenberg, 1521. OCLC 257732972 Streitgedicht gegen die Verbrennung von Martin Luthers Schriften. Nach anderen Quellen erschien es bereits 1520 in Leipzig.
- Sabothus, sive Silesia. In: Nicolaus Reusner: Itinerarium totius orbis. Conrad Waldkirch, Basel, 1592.  Diese lateinische Versdichtung über den Zobtenberg (Sabothus) in 1243 Hexametern ist eines der frühesten Beschreibungen der schlesischen Landschaft überhaupt. Es enthält die früheste Erwähnung des schlesischen Berggeistes Rübezahl. Eine zweite Auflage wurde 1715 von Gottfried Tilgner (Pseudonym Q.A.T.A.V.A) erstellt, sie ist online verfügbar. Das Buch ist auszugsweise übersetzt und mit einem biographischen Essay versehen worden von Johann Jacob Füldener: Bio- & Bibliographia Silesiaca, Das ist: Schlesische Bibliothec Und Bücher-Historie: Welche Eine Erzehlung und Urtheile von den gedruckten Scriptoribus Rerum Silesiacarum … in sich fasset. Breslau, 1731, S. 399–468
- Origines Vratislaviensis, auch Fabri Liber Magnum oder Collecteanea Francisci Fabri genannt. Eine Manuskriptsammlung der ältesten Urkunden und Privilegien der Stadt Breslau und Schlesiens, vermehrt um historische Notizen. Sie wurde am 31. März 1655 dem König Ferdinand I. in Augsburg übergeben, später aber noch erweitert. Das Werk gilt als zentrale Chronik der Geschichte Schlesiens im 16. Jahrhundert. Es war in mehreren Exemplaren überliefert.[7]
- Liber privilegiorum und Index privilegiorum. Zwischen 1542 und 1549. Stadtarchiv Breslau 82/28/0/4/510 und 82/28/0/4/539. Eigenständige Manuskripte mit den Privilegien Breslaus, gelten ebenfalls als bedeutende historiographische Werke zur Geschichte Breslaus und Schlesiens.[8] Im Breslauer Stadtarchiv befinden sich weitere Manuskripte von Fabers Hand.
- Chronikon. Der Stadt Breslau Privilegien, wie die Slesia in viel Fürstenthümer zertheilet von Polen an die Krone Behem kommen und was sich beifällig zugetragen ungefährliche Verzeichniss von Franz Faber genannt Köckritz. Um 1547. Stadtarchiv Breslau 82/1286/0/-/14.  Ein weiteres Manuskript zur Breslauer Stadtgeschichte. Titel entsprechend anderen Quellen modifiziert.[9]
- Faunus Sideratus. 1564. Ein Manuskript mit lateinischen Versen, als Nachtrag zum Sobathus, anlässlich des Todes von Rederns mit wütenden Ausfällen gegen diesen.